# Антоније Антић
Антоније Антић (Велики Извор код Зајечара, 17. октобар 1878 — Београд, 8. септембар 1953) био је коњички пуковник српске и југословенске војске. Старији је брат дивизијског генерала Јована Антића.
Био је један од главних организатора завере официра која је извршила Мајски преврат 1903. године, којим је свргнут и убијен краљ Александар Обреновић са супругом краљицом Драгом, а доведен на престо краљ Петар I Карађорђевић. Као сестрић министра Ђорђа Генчића био је посредник између цивилних и војних власти у извршењу државног удара. Без обзира што је био добар пријатељ са Драгутином Димитријевићем Аписом није приступио организацији "Уједињење или смрт" познатијом као "Црна рука".

## Биографија
Рођен је 17. октобра 1878. године у Великом Извору код Зајечара, од оца Крсте Дашића, имућног пољопривредника и мајке Валке Генчић. Имао је старијег брата Ђорђа и млађег Јована. Иако се отац презивао Дашић, синови су се презивали Антић, по деди од оца, патријархалном старешини породице.
У војску је ступио 1895, као питомац 28. класе ниже школе Војне Академије. Даље школовање је наставио као питомац 11. класе више школе Војне академије.

## Активна служба
По завршетку Војне академије 2. августа 1898. године, произведен је у чин коњичког потпоручника и водника другог ескадрона Краљеве гарде. Дотадашња пракса била је: да се у Краљеву гарду узимају коњички официри који су провели бар годину-две у трупи као водници, а потом су били превођени за воднике у Краљевој гарди. Краљ Милан, као командант активне војске, изменио ту праксу и узео директно из Војне академије двојцу нових питомаца, Војина и Антонија, што је направило приличну сензацију и изненађење међу официрима, нарочито коњичким. Заступник командира другог ескадрона био је кратко време, током 1900. године. Убрзо након тога 2. августа 1901. године унапређен у чин коњичког поручника. Као официр Краљеве гарде често је пратио краља Александра Обреновића у својству личног телохранитеља. Током завере која је довела до државног удара информације о стању у државном врху је скупљао од жене генерала Милована Павловића кога је ценио као некадашњег начелника Војне академије. Након Мајског преврата, премештен је за ордонанс-официра 25. јуна 1903. године. Почетком 1905. године, унапређен је чин капетана друге класе и као такав отишао на специјализацију у Француску. Након усавршавања 11. априла исте године одређен за командира 1. ескадрона трећег коњичког пука. 21. марта 1907. године, премештен за команданта коњичке подофицирске школе. По повратку са одмора из родног места те 1907. године, престолонаследник Ђорђе га је позвао да му појасни његову улогу у промени наследника круне, те се тај разговор претворио у свађу. Касније се испоставило да је ту интригу лансирао ордонанс, капетан друге класе Војислав Томић који је због те теорије завере прекомандован исте године на другу дужност. Почетком 1909. године, добио је чин капетана прве класе а 18. априла послат на генералштабну припрему. Положивши испит 1911. године унапређен у чин коњичког мајора. У Балканским ратовима командовао је 1. коњичким пуком, а 1913. године по окончању ратова унапређен је у коњичког потпуковника. Почетком 1914. године именован за ађутанта његовог величанства краља Петра I Карађорђевића. Након објаве Првог светског рата постављен је за начелника коњичке дивизије 25. јула исте године. Са својом јединицом повукао се по наређењу Врховне команде преко Албаније 1915. године, где је уз помоћ италијанских трупа његова дивизија пребачена у град Кавају па одатле у Драч где је образован штаб. На тој дужности се задржао до именовања од стране Врховне команде у комисију за укрцавање наших трупа. Одатле су српске трупе уз помоћ француске, енглеске и италијанске војске евакуисане на острво Крф. Дана 4. марта 1916. године, смењен је са места начелника штаба коњичке дивизије заслугом команданта пуковника Бранка Јовановића и остао је нераспоређен. Средином исте године прекомандован за војног аташеа у Атини. На месту војног аташеа агитовао је код грчког краља Константина I да Краљевина Грчка која је неутрална земља уђе у рат на страни савезника али овај покушај је остао без успеха. Иако није био члан организације "Црна рука", доведен је у везу са њом, и услед тога пензионисан 31. јула 1917. године. Крајем септембра исте године, чланови Југословенског одбора у пратњи Петра Живковића дошли су у Атину. Чим је стигао Живковић је саопштио Анти пензионисање. Објашњавао му је да се заузимао код престолонаследника Александра да се одустане од те одлуке, међутим влада је инсистирала на томе нарочито министар унутрашњих дела Љубомир Јовановић Патак. Почетком 1918. године интерниран је на Крф након завршеног Солунског процеса. Разлог за пензионисање је открио након повратка са робије пуковник Велимир Вемић. Њему је причао да му је адвокат Миленковић, који је тада био придодат на служби у посланству у Атини, да је Антоније пензионисан на захтев Балугџићев, јер је сматрао да не може и даље у војсци са својим републиканским појмовима. Живот интернираних официра на Крфу био је тежак. Са малим пензијама официри су једва могли да се издржавају. Током боравка на Крфу, покушао је заједно са својим интернираним друговима да преко владе издејствује прикључење у добровољачке дивизије Чехословачке и Америке, међутим Влада Краљевине Србије се на овај предлог оглушила. Након рата иако пензионисан и преведен у резерву, распоређен је по налогу министра војног генерала Михаила Рашића за начелника штаба Тимочке дивизијске области. Ускоро је пребачен у штаб Косовске дивизијске области, где је остао нераспоређен. Санитетски лекар дивизијске области доктор Калановић, му је направио лажно боловање а након тога од новог министра војске и морнарице генерала Стевана Хаџића на интервенцију свог ујака Ђорђа Генчића, разрешен свих дужности и отпуштен из војске.

## Пензионерски дани, Априлски рат и живот у ФНРЈ
Пензионерске дане је проводио као управник над имањем, рудником и млином свог ујака Генчића у Зајечару. Управник је остао до 1923. године када се поново вратио у Београд. У том периоду учланио се у новоформирану Републиканску странку. По повратку у Београд сусрео се са дивизијским генералом Петром Живковићем командантом Краљеве гарде. Разговарали су о Солунском процесу и Петровим именовањем у том периоду за маршала двора. Из овог разговора Анта је схватио да је поред Павла Јуришића млађег у тај процес умешан и сам Живковић. Не добивши никакве нове информације повукао се трајно у пензионерски живот не интересујући се за државну политику. Од 1927. године, био је један од оснивача и члан надзорног одбора првог југословенског предузећа за аеро саобраћај Аеропут. 1938. године био је један од учесника оснивања тајног клуба под именом "Конспирација".
Почетком Другог светског рата на захтев Врховне команде мобилисан је и учествовао је у Априлском рату. Послат је као резервни пуковник и војни пензионер у Осијек. Тамо га је и затекла капитулација Југословенске војске. Из Осјека под немачком стражом спроведен на железничку станицу у Винковцима. Одатле је послат директно у Нацистичка Немачка, у логор Оснабрик, као ратни војни заробљеник. Кратко је остао у заробљеништву, јер је са преко шездесет година био лошег здравља, па је послат на кућно лечење. Окупацију је провео у некој врсти кућног притвора. Недићев режим је био прилично подозрив према њему, вероватно због израженог русофилства које се није либио да покаже. Такође није био наклоњен покрету Југословенске војске у отаџбини под командом Драже Михаиловића.
После рата се разболео и тешко мирио са немоћи услед болести. Покушавао је да устане и да се креће, падао и беспомоћно дозивао жену Мару, која га је уз помоћ кућне помоћнице подизала и враћала у кревет. Преминуо је 8. септембра 1953. године у свом стану. Сахрањен је на Новом гробљу, поред свог ујака, у гробници која је подигнута као гробно место за Генчића још 1939. године. Касније је у тој гробници сахрањена и његова супруга. Сахрани нису присуствовали синови Ђорђе и Милован, који су илегално напустили земљу 1946. године, и у то време већ били амерички држављани.

## Породичне прилике
Био је ожењен од 1920. године Марином, ћерком касационог судије Димитрија Миловановића. Имао је два сина близанце Ђорђа (1921—?) и Милована (1921—?), рођене у Београду. Од оба сина имао је четири унука. Најстарији унук Антоније (1945—2025), син Ђорђа, рођен је у Београду. Други Ђорђев син Иван, рођен је 1960. године у Ници, а погинуо 2001. године у саобраћајној несрећи у Бриселу. Милован је имао такође два сина, Ентонија, рођеног 1956. године у Њујорку и Марка, рођеног две године касније, такође у Њујорку, који је несрећним случајем погинуо на скијању у Колораду 1988. године.

## Официрско напредовање
Унапређен је у чин: потпоручника 2. августа 1898; поручника 2. августа 1901; капетана друге класе 6. марта 1905; капетана прве класе 1909; мајора 1911; потпуковника 1913; пуковника 1916.